# Tannenzapfen unter dem Rücken
Tannenzapfen unter dem Rücken (Originaltitel: Käpy selän alla) ist ein finnischer Spielfilm in Schwarzweiß von Mikko Niskanen aus dem Jahr 1966. Das Drehbuch verfassten Robert Alfthan und Marja-Leena Mikkola. Die Hauptrollen sind mit Eero Melasniemi, Kristiina Halkola, Pekka Autiovuori und Kirsti Wallasvaara besetzt. In Finnland kam das Werk erstmals am 21. Oktober 1966 in die Kinos, in der Bundesrepublik Deutschland im Jahr danach am 18. August.

## Handlung
Vier junge Leute fahren zum Zelten an einen finnischen See. Zunächst wirkt alles wie eine belanglose Ferienreportage, doch allmählich geht einem auf, dass der Film eine Studie des Sexualverhaltens der zwei Mädchen und der beiden jungen Männer schildern will. Der eine von ihnen irrt zwischen den beiden Freundinnen hin und her und lässt sich auch noch von einer in der Nähe wohnenden Filmschauspielerin faszinieren. Der andere sieht mehr aus der Distanz dem Treiben zu, indem er eine Art Hofnarren dieser Runde markiert. Die Mädchen lassen sich mit dem in der Liebe Aktiveren ein, geben aber zugleich ihre Unzufriedenheit mit ihm und der Welt überhaupt deutlich kund. Schließlich kehren diese Menschen in ihren Alltag zurück, ohne dass sich in ihrem Verhalten zueinander Klarheit ergeben hätte.

## Auszeichnungen
1967 gewann Mikko Niskanen den finnischen Filmpreis „Jussi“ in der Kategorie „Beste Regie“. Jukka Sipilä erhielt den „Jussi“ in der Kategorie „Bester Hauptdarsteller“.

## Kritik
Das Lexikon des internationalen Films zieht folgendes Fazit: „Der Versuch, Schwierigkeiten und Hemmnisse junger Menschen von heute aufzuzeigen, mißlingt, da der bedeutungsschwer dialogisierte Film an der Oberfläche bleibt und Sexszenen im Vordergrund stehen.“ Auch der Evangelische Film-Beobachter kommt zu einer ähnlichen Einschätzung: „Das Bemühen um eine ernsthafte Studie über das Sexualverhalten der jungen Leute kann bei dem raschen Zurhandsein von ausgebreiteten Intimszenen nicht recht ernst genommen werden. Auch für Erwachsene unnötig.“

## Weblink
- Tannenzapfen unter dem Rücken bei IMDb